# King's Caple
King's Caple est une paroisse civile et un village du Herefordshire, en Angleterre.